# Moissy-Cramayel
Moissy-Cramayel és un municipi francès, situat al departament de Sena i Marne i a la regió de Illa de França. L'any 2007 tenia 16.932 habitants.
Forma part del cantó de Combs-la-Ville, del districte de Melun i de la Comunitat d'aglomeració Grand Paris Sud Seine-Essonne-Sénart.

## Demografia

### Població
El 2007 la població de fet de Moissy-Cramayel era de 16.932 persones. Hi havia 5.784 famílies, de les quals 1.310 eren unipersonals (682 homes vivint sols i 628 dones vivint soles), 1.120 parelles sense fills, 2.657 parelles amb fills i 697 famílies monoparentals amb fills.
La població ha evolucionat segons el següent gràfic:
Habitants censats

### Habitatges
El 2007 hi havia 6.215 habitatges, 5.895 eren l'habitatge principal de la família, 16 eren segones residències i 303 estaven desocupats. 3.024 eren cases i 3.153 eren apartaments. Dels 5.895 habitatges principals, 3.290 estaven ocupats pels seus propietaris, 2.504 estaven llogats i ocupats pels llogaters i 102 estaven cedits a títol gratuït; 302 tenien una cambra, 797 en tenien dues, 1.321 en tenien tres, 1.662 en tenien quatre i 1.813 en tenien cinc o més. 4.475 habitatges disposaven pel capbaix d'una plaça de pàrquing. A 3.164 habitatges hi havia un automòbil i a 1.846 n'hi havia dos o més.

### Piràmide de població
La piràmide de població per edats i sexe el 2009 era:
| Homes | Edats   | Dones |
| ----- | ------- | ----- |
| 0     | 95 o +  | 0     |
| 0     | 90 a 94 | 4     |
| 16    | 85 a 89 | 40    |
| 20    | 80 a 84 | 32    |
| 60    | 75 a 79 | 68    |
| 64    | 70 a 74 | 96    |
| 108   | 65 a 69 | 100   |
| 112   | 60 a 64 | 108   |
| 244   | 55 a 59 | 216   |
| 476   | 50 a 54 | 356   |
| 588   | 45 a 49 | 568   |
| 544   | 40 a 44 | 660   |
| 564   | 35 a 39 | 588   |
| 524   | 30 a 34 | 612   |
| 681   | 25 a 29 | 608   |
| 624   | 20 a 24 | 584   |
| 644   | 15 a 19 | 768   |
| 680   | 10 a 14 | 684   |
| 668   | 5 a 9   | 620   |
| 468   | 0 a 4   | 448   |

## Economia
El 2007 la població en edat de treballar era d'11.799 persones, 9.110 eren actives i 2.689 eren inactives. De les 9.110 persones actives 8.086 estaven ocupades (4.200 homes i 3.886 dones) i 1.023 estaven aturades (518 homes i 505 dones). De les 2.689 persones inactives 563 estaven jubilades, 1.434 estaven estudiant i 692 estaven classificades com a «altres inactius».

### Ingressos
El 2009 a Moissy-Cramayel hi havia 5.895 unitats fiscals que integraven 17.504,5 persones, la mediana anual d'ingressos fiscals per persona era de 18.231 €.

### Activitats econòmiques
Dels 573 establiments que hi havia el 2007, 3 eren d'empreses extractives, 4 d'empreses alimentàries, 11 d'empreses de fabricació de material elèctric, 2 d'empreses de fabricació d'elements pel transport, 25 d'empreses de fabricació d'altres productes industrials, 94 d'empreses de construcció, 110 d'empreses de comerç i reparació d'automòbils, 60 d'empreses de transport, 27 d'empreses d'hostatgeria i restauració, 22 d'empreses d'informació i comunicació, 21 d'empreses financeres, 30 d'empreses immobiliàries, 84 d'empreses de serveis, 46 d'entitats de l'administració pública i 34 d'empreses classificades com a «altres activitats de serveis».
Dels 155 establiments de servei als particulars que hi havia el 2009, 1 era una comissaria de policia, 1 oficina de correu, 5 oficines bancàries, 9 tallers de reparació d'automòbils i de material agrícola, 1 taller d'inspecció tècnica de vehicles, 3 autoescoles, 13 paletes, 13 guixaires pintors, 17 fusteries, 16 lampisteries, 12 electricistes, 7 empreses de construcció, 10 perruqueries, 1 veterinari, 8 agències de treball temporal, 20 restaurants, 13 agències immobiliàries, 2 tintoreries i 3 salons de bellesa.
Dels 24 establiments comercials que hi havia el 2009, 1 era un hipermercat, 5 botiges de menys de 120 m², 4 fleques, 5 carnisseries, 3 llibreries, 1 una llibreria, 1 una botiga de roba, 2 botigues d'electrodomèstics, 1 una botiga de material de revestiment de parets i terra i 1 una joieria.
L'any 2000 a Moissy-Cramayel hi havia 4 explotacions agrícoles.

## Equipaments sanitaris i escolars
Els 6 equipaments sanitaris que hi havia el 2009 eren farmàcies.
El 2009 hi havia 8 escoles maternals i 8 escoles elementals. A Moissy-Cramayel hi havia 2 col·legis d'educació secundària i 1 liceu d'ensenyament general. Als col·legis d'educació secundària hi havia 1.015 alumnes i als liceus d'ensenyament general 1.007.

## Poblacions més properes
El següent diagrama mostra les poblacions més properes.